# 島原船津站
島原船津站（日语：／ Shimabarafunatsu eki */?）是位於長崎縣島原市津町，島原鐵道的島原鐵道線車站。在2008年（平成20年）3月31日前，急行列車只行走於此站至諫早站。在翌日時間表修正起，急行列車於鄰站島原港站（終點）出發。此站是長崎縣最東車站。

## 歷史

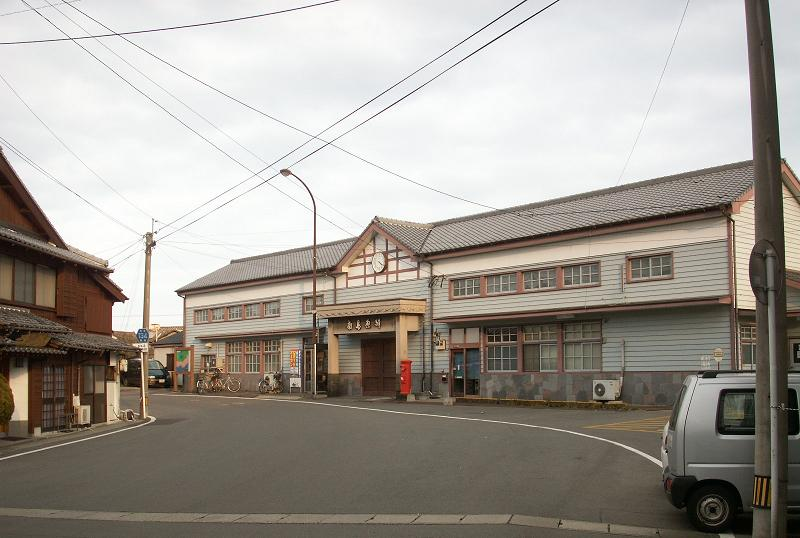
舊車站大樓（2007年）

舊車站大樓在1913年（大正2年）啟用以來一直使用。隨著建築物老化，於2015年（平成27年）2月起進行重建工程。在6月13日舉行落成典禮，在6月16日開始使用。

### 年表
- 1913年（大正2年）9月24日 - 湊新地站啟用。
- 1918年（大正7年）7月16日 - 車站改名為島原湊站[4]。
- 1922年（大正11年）4月22日 - 口之津鐵道（日语：口之津鉄道）此站至堂崎站之間開通。
- 1957年（昭和32年）3月21日 - 結束貨物業務。
- 1960年（昭和35年）11月5日 - 車站改名為南島原站。
- 2015年（平成27年）
  - 2月13日 - 隨著重建車站大樓，臨時車站大樓開始營業[5]。
  - 6月13日 - 新車站大樓舉行落成典禮[1][2][3]。
  - 6月16日 - 新車站大樓開始使用[1][2][3]。
- 2019年（令和元年）10月1日 - 車站改名為島原船津駅。

## 車站構造
車站是一座地面車站，設有1面1線的單式月台和1面2線的島式月台，共有2面3線的月台。此站內設有車廠。此站較多列車進行折返。此站設有數條留置線和進行夜間停泊。在最近留置線的月台設有列車停泊。另外，在不用列車交會的情況下，上下行列車會停靠在車站大樓一方的月台。在2008年（平成20年）3月31日前，乘務員會在此站交班。此站設有列車加油設備。
第一代車站大樓在1913年（大正2年）建成，為一座木造2層高建築物。建築物已經使用百年以上，加上周邊道路需要進行工程。便於2015年（平成27年）中進行重建。新車站大樓中設有時鐘和窗門，保留了舊車站大樓的特徵。舊車站大樓比較細小，設有候車室和乘務員室。在2015年（平成27年）6月13日舉行了落成典禮。於同月16日起開始使用。

### 月台
| 月台 | 路線        | 方向 | 上下行                 | 備註                  |
| ---- | ----------- | ---- | ---------------------- | --------------------- |
| 1    | ■島原鐵道線 | 上行 | 島原、本諫早、諫早方向 |                       |
| 2    | ■島原鐵道線 | 下行 | 島原港方向             | 部分列車於1號月台出發 |
| 3    | ■島原鐵道線 | 上行 | 島原、本諫早、諫早方向 | 只限從此站山發        |

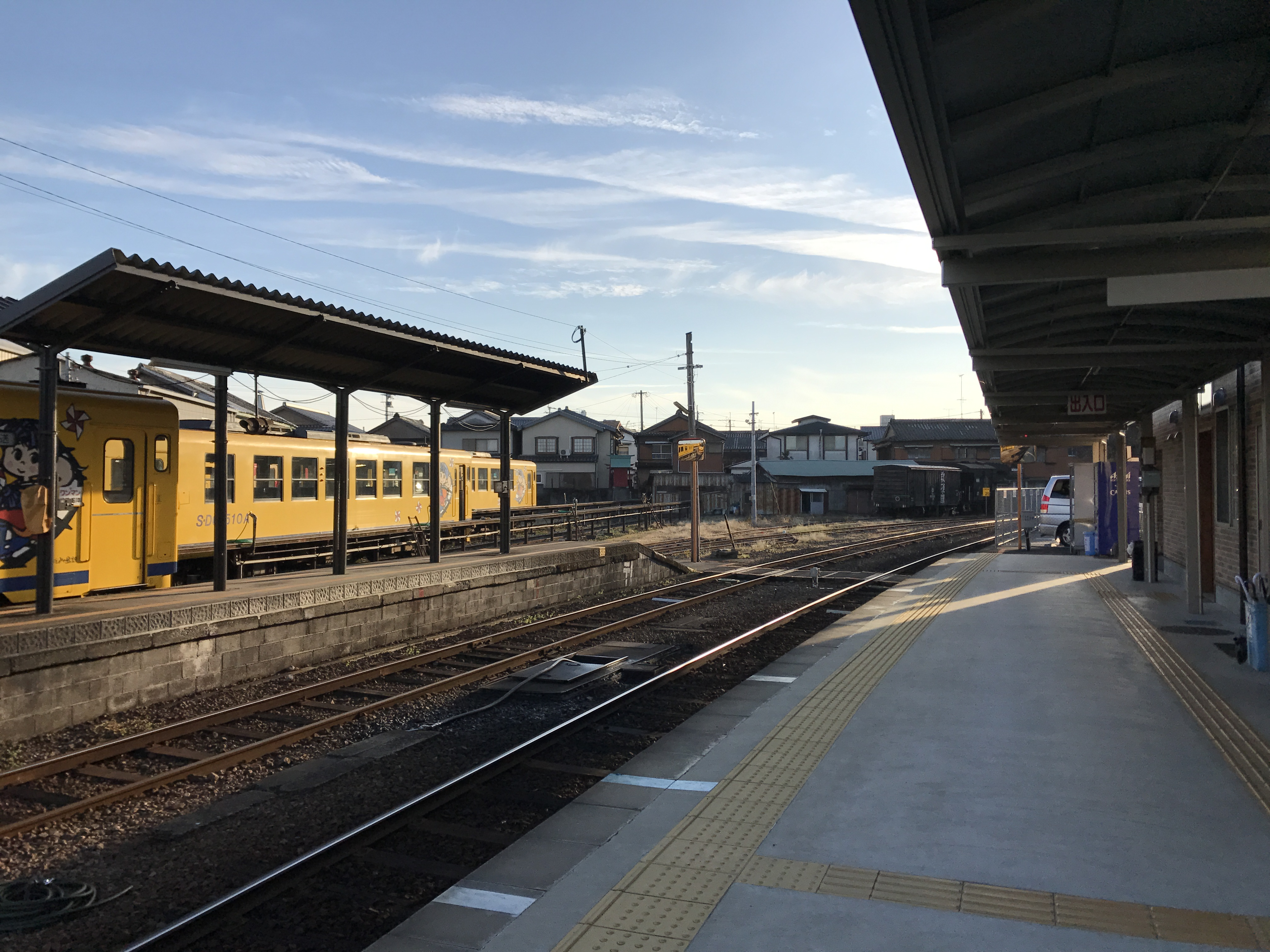
月台（2017年1月）
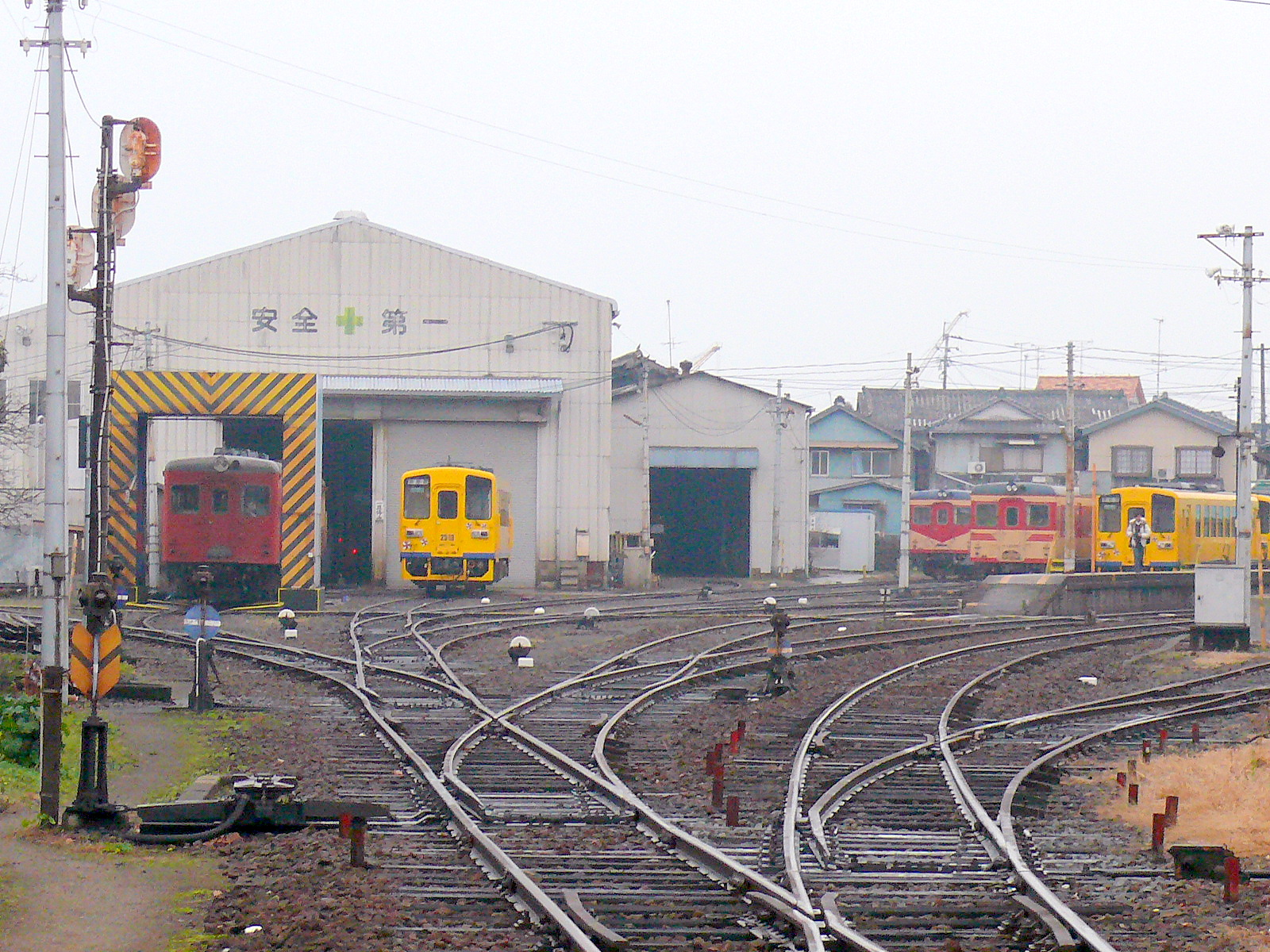
車站鄰接車廠（2008年1月7日）

## 車站周邊
- 島原港
- 九十九島（日语：九十九島 (島原市)）
- 國道251號（日语：国道251号）
- 長崎縣道134號島原湊停車場線（日语：長崎県道134号島原湊停車場線）
- 島原市立第三小學（日语：島原市立第三小学校）
- 有明幼稚園
- 浦田保育園

## 巴士路線
在國道上設有島鐵巴士「湊廣馬場」巴士站。
- 雲仙、愛野站、諫早線
- 島原港、多比良港、諫早線
- 加津佐、有家、島原駅線（廢線區間代行線）
- 水分、畜產線
- 藤原線
- 島原市內線

## 使用狀況
在2017年度的一年總乘車人次為10,002人，下車人次為10,131人。
以下為近年一年總乘車人次和下車人次變化。
| 年度               | 一年總 乘車人次 | 一年總 下車人次 |
| ------------------ | --------------- | --------------- |
| 2000年（平成12年） | 24,018          | 25,423          |
| 2001年（平成13年） | 22,361          | 23,974          |
| 2002年（平成14年） | 18,983          | 21,270          |
| 2003年（平成15年） | 19,725          | 23,480          |
| 2004年（平成16年） | 18,331          | 21,297          |
| 2005年（平成17年） | 18,777          | 20,970          |
| 2006年（平成18年） | 17,130          | 19,882          |
| 2007年（平成19年） | 21,563          | 22,916          |
| 2008年（平成20年） | 14,759          | 15,498          |
| 2009年（平成21年） | 13,384          | 13,620          |
| 2010年（平成22年） | 12,413          | 13,827          |
| 2011年（平成23年） | 14,176          | 15,817          |
| 2012年（平成24年） | 13,809          | 15,547          |
| 2013年（平成25年） | 13,938          | 15,381          |
| 2014年（平成26年） | 13,852          | 14,806          |
| 2015年（平成27年） | 12,878          | 13,773          |
| 2016年（平成28年） | 10,562          | 12,363          |
| 2017年（平成29年） | 10,002          | 10,131          |

## 其他
- 在島原港站至加津佐站之間廢止前，部分列車於此站進行列車交會。
- 當初南島原(現時：島原船津站)至島原外港(現時：島原港站)之間也計劃廢止。在2008年4月以後預計成為島原鐵道線的終點站。但是在島原市的渴望下撤回這個決定。
- 根據島原鐵道在Instagram中發布的圖片。此站在2019年把車站改名的原因是為了不要使乘客誤會此站是位於南島原市[10]。

## 相鄰車站
島原鐵道
■島原鐵道線
急行、普通
靈丘公園體育館－島原船津－島原港

## 注腳
1. 1 2 3 4  舞田正人(2015年6月17日). “南島原駅が完成、落成セレモニー 島原鉄道”. 朝日新聞(朝日新聞社)
2. 1 2 3 4  近藤聡司(2015年6月17日). “南島原駅:新駅舎で出発進行 営業開始”. 毎日新聞 (毎日新聞社)
3. 1 2 3 4  . 西日本新聞. 2015-06-13  [2015-06-13]. （原始内容存档于2015-06-13） （日语）.
4. ↑  「軽便鉄道停車場名改称」『官報』1918年7月19日（國立國會圖書館數碼化資料）
5. 1 2 3  大正生まれの駅舎に別れ （页面存档备份，存于）（日語） - 長崎新聞 2015年2月13日
6. ↑   南島原駅の建て替えについて（日語） 島原鐵道新聞稿 2014年6月24日
7. ↑  南島原駅舎解体に伴い、駅舎の一般公開並びに記念硬券付南島原駅舎ペーパークラフトの発売いたします。 （页面存档备份，存于）（日語） 島原鐵道新聞稿 - 2015年2月13日
8. ↑  第66版（令和元年）長崎県統計年鑑 （页面存档备份，存于）（日語） - 長崎縣
9. ↑  長崎縣統計年鑑  （页面存档备份，存于）（日語），2020年9月5日參閲
10. ↑  10月1日島原鉄道の一部駅名、バス停名が変更になりました🚉…（日語）

## 外部連結
- 島原船津站 - 島原鐵道 （页面存档备份，存于）（日語）